# Peneothello
Peneothello és un gènere d'ocells de la família dels petròicids (Petroicidae) inclòs en els pit-roigs d'Australàsia.

## Taxonomia
El gènere Peneothello va ser introduït per l'ornitòleg australià Gregory Mathews el 1920 amb la petroica alablanca (Peneothello sigillata) com a espècie tipus. El nom combina el llatí «pene» que significa “gairebé” i «othello». Otel·lo és el personatge de raça negra de Shakespeare.
Segons la Classificació del Congrés Ornitològic Internacional (versió 15.1, 2025) aquest gènere està format per cinc espècies:
- Peneothello sigillata - petroica alablanca.
- Peneothello cryptoleuca - petroica fumada.
- Peneothello cyanus - petroica blavosa.
- Peneothello bimaculata - petroica de carpó blanc.
- Peneothello pulverulenta - petroica de manglar.